# SPAS

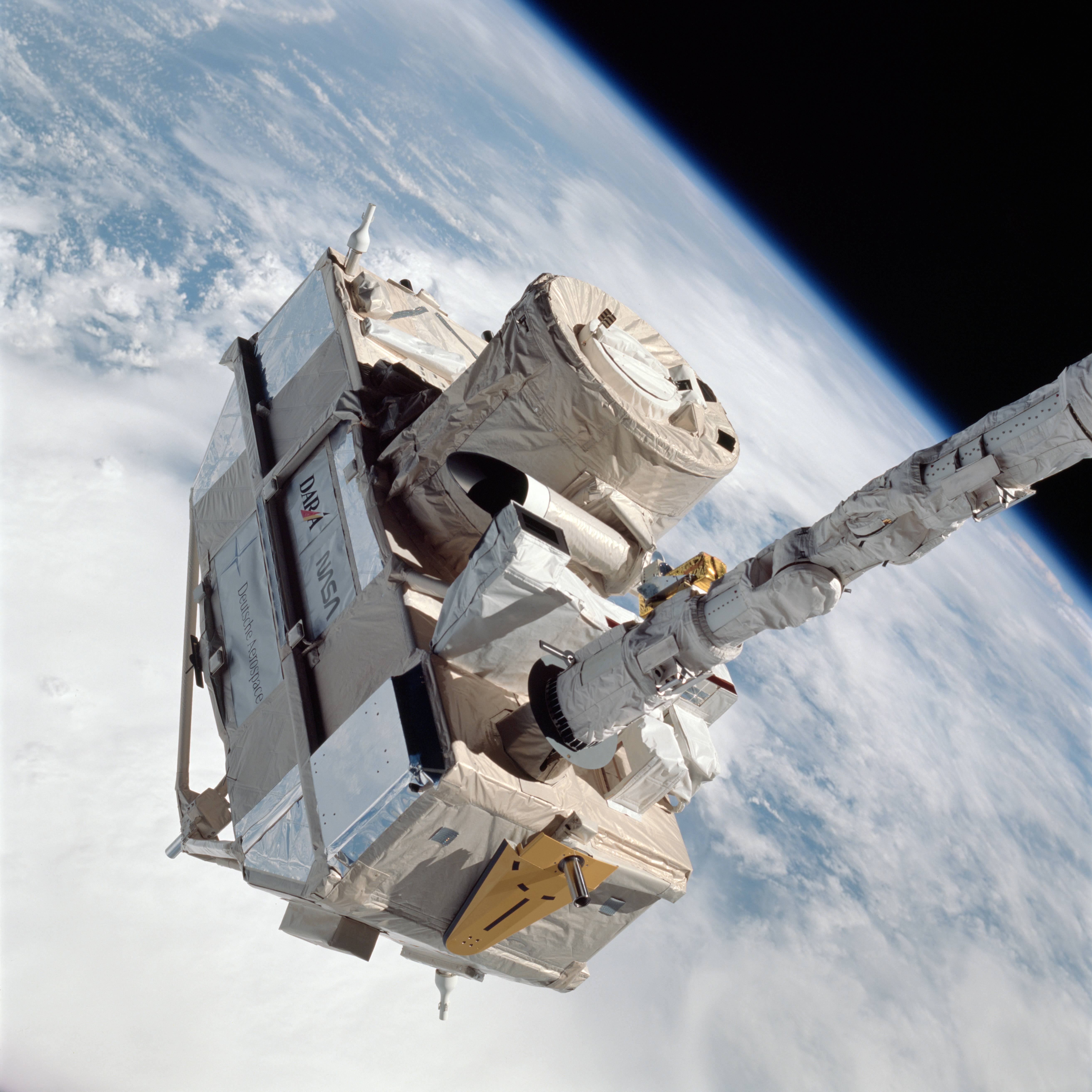
Un SPAS a punto de ser soltado.

SPAS (acrónimo de Shuttle Pallet Satellite) era un tipo de satélite artificial reutilizable lanzado y recogido por los transbordadores espaciales mediante el brazo robótico.
Los SPAS eran plataformas utilizadas para realizar diversos tipos de experimentos, entre ellos experimentos de materiales, observación terrestre y algunos de naturaleza militar. También fueron utilizados en proyectos de astronomía, como en el satélite recuperable ORFEUS-SPAS (Orbiting and Retrievable Far and Extreme UV Spectrometer-Shuttle Pallet Satellite), consistente en una plataforma SPAS sobre la que iba montado un espectrómetro Alemania alemán. ORFEUS-SPAS fue recuperado a los seis días de ser soltado desde el transbordador espacial Discovery en la misión STS-51.

## Misiones
- 3 de febrero de 1984: SPAS 1A (STS-7)
- 28 de abril de 1991: SPAS II
- 12 de septiembre de 1993: ORFEUS-SPAS (STS-51)
- 3 de noviembre de 1994: CRISTA-SPAS  (STS-66)
- 7 de agosto de 1997: CRISTA-SPAS